# Неустроєв Степан Андрійович
Степан Андрійович Неустроєв (рос. Степан Андреевич Неустроев; 12 серпня 1922, Талиця — 26 лютого 1998, Севастополь) — радянський офіцер, учасник штурму Берліна і штурму Рейхстагу в роки Другої світової війни, Герой Радянського Союзу.

## Біографія
Народився 12 серпня 1922 року в селі Талиці (нині Свердловська область, Росія) у селянській сім'ї, росіянин. З 1930 року жив у селищі Березовському. Закінчив 7 класів школи № 1, працював слюсарем на шахті.
У Червоній армії з квітня 1941 року. У листопаді 1941 року закінчив Черкаське військове піхотне училище (у Свердловську, прискорений випуск) у званні лейтенанта. Направлений у 423-й стрілецький полк 166-ї стрілецької дивізії Північно-Західного фронту. Був командиром взводу пішої розвідки, в бою 1 серпня 1942 року був важко поранений. Після кількох місяців лікування, повернувся у свою дивізію і був призначений командиром стрілецької роти 517-го стрілецького полку. У бою за село Висотово поблизу Старої Руси був важко поранений у ногу.
З квітня 1943 року і до кінця німецько-радянської війни капітан Неустроєв воював у складі 756-го стрілецького полку 150-ї стрілецької дивізії. На посаді командира 1-го стрілецького батальйону брав участь у Прибалтійській, Вісло-Одерській, Східно-Померанській і Берлінській наступальних операціях.
У квітні 1945 року командував 1-м батальйоном 150-ї Ідрицької стрілецької дивізії, брав участь у штурмі Берліна, бійці під його командуванням штурмували головний вхід до Рейхстагу. Розвідники його батальйону молодший сержант Мелітон Кантарія і сержант Михайло Єгоров під керівництвом лейтенанта Олексія Береста поставили Прапор Перемоги над Рейхстагом. 24 червня 1945 року, під час Параду Перемоги, мав нести Прапор Перемоги, але у зв'язку з пораненням у ногу і кульгавістю не міг цього зробити. Тому за наказом Георгія Жукова передав Прапор Перемоги до Центрального музею Збройних сил СРСР.

### Повоєнні роки
Після війни служив у внутрішніх військах Міністерства внутрішніх справ СРСР. На Колиму прибув 15 липня 1948 року. Працював старшим уповноваженим управління Особливого табору № 5 МВС СРСР (Береговий табір). 20 жовтня 1948 року відряджений у розпорядження управління кадрів МВС СРСР. 1953 року у званні майора вийшов у запас.
Протягом 1953—1957 років працював слюсарем на Уральському електрохімічному комбінаті в Свердловську. З 1957 року служив у внутрішніх військах МВС СРСР; у 1962 році у званні підполковника вийшов у відставку.

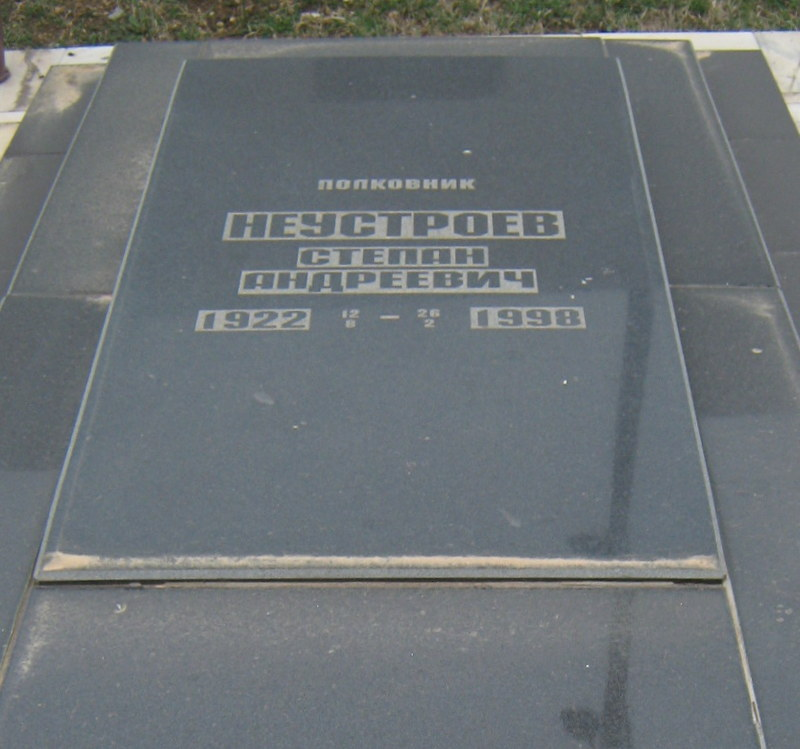
Надгробна плита.

Мешкав у Свердловську; у 1975—1980 роках — у Краснодарі; у 1980—1995 роках — у Севастополі, де активно співпрацював з міським відділенням товариства «Знання», виступав перед трудовими колективами та в навчальних закладах. З 1995 року знову мешкав у Краснодарі. Помер 26 лютого 1998 року в Севастополі. За заповітом похований на Алеї Героїв міського кладовища «Кальфи» в Севастополі.

## Спогади
Багато років писав спогади «На шляху до рейхстагу» (рос. «На пути к рейхстагу»). Проте радянські видання відмовлялися публікувати цю працю, вимагаючи серйозних «поправок». На думку автора причина полягала в тому, що останнім часом книжковими видавництвами СРСР було видано багато книг про штурм рейхстагу, де нафантазовано безліч небилиць, тобто брехні. Фрагмент спогадів був опублікований у газеті «Слава Севастополя» № 88 від 9 травня 1990 року. Частково архів і рукопис знаходяться у Музеї Чорноморського флоту в Севастополі.

## Відзнаки
За успішну операцію з встановлення Прапора Перемоги на куполі Рейхстагу указом Президії Верховної Ради СРСР від 8 травня 1946 року капітану Неустроєву Степану Андрійовичу присвоєне звання Героя Радянського Союзу з врученням ордена Леніна (№ 55705) і медалі «Золота Зірка» (№ 6971).
- Нагороджений:
  - орденами Олександра Невського (17 квітня 1945), двома Вітчизняної війни I ступеня (8 серпня 1944; 11 березня 1985), Вітчизняної війни II ступеня (4 лютого 1944), Червоної Зірки (31 серпня 1943);
  - медалями «За взяття Берліна», «За взяття Кенігсберга», «За взяття Відня», «За оборону Києва», «За перемогу над Німеччиною», «За визволення Варшави»[4];
- Почесний громадянин міст Новоуральська і Сухумі.

## Вшанування
- Іменем Героя названі вулиця у Краснодарі і площа у Гагарінському районі Севастополя;
- У Краснодарі і Севастополі (проспект Жовтневої Революції, № 56А) на будинках в яких мешкав Степан Неустроєв встановлені меморіальні дошки;
- Ім'я Степана Неустроєва присвоєне школі № 101 в Ювілейному мікрорайоні Краснодара і школі № 37 у Гагарінському районі Севастополя;
- У 2019 році АТ «Марка» було випущено художній маркований конверт із зображенням Степана Неустроева, а у 2022 році — поштову марку, присвячену 100-річчю від дня народження Героя;
- У 13 серпня 2022 року в Севастополі встановлене погруддя Героя[5].